# Diocèse de Vicence
Le diocèse de Vicence (en latin : Dioecesis Vicentina ; en italien : Diocesi di Vicenza) est un diocèse de l'Église catholique en Italie, suffragant du patriarcat de Venise et appartenant à la région ecclésiastique du Triveneto.

## Territoire

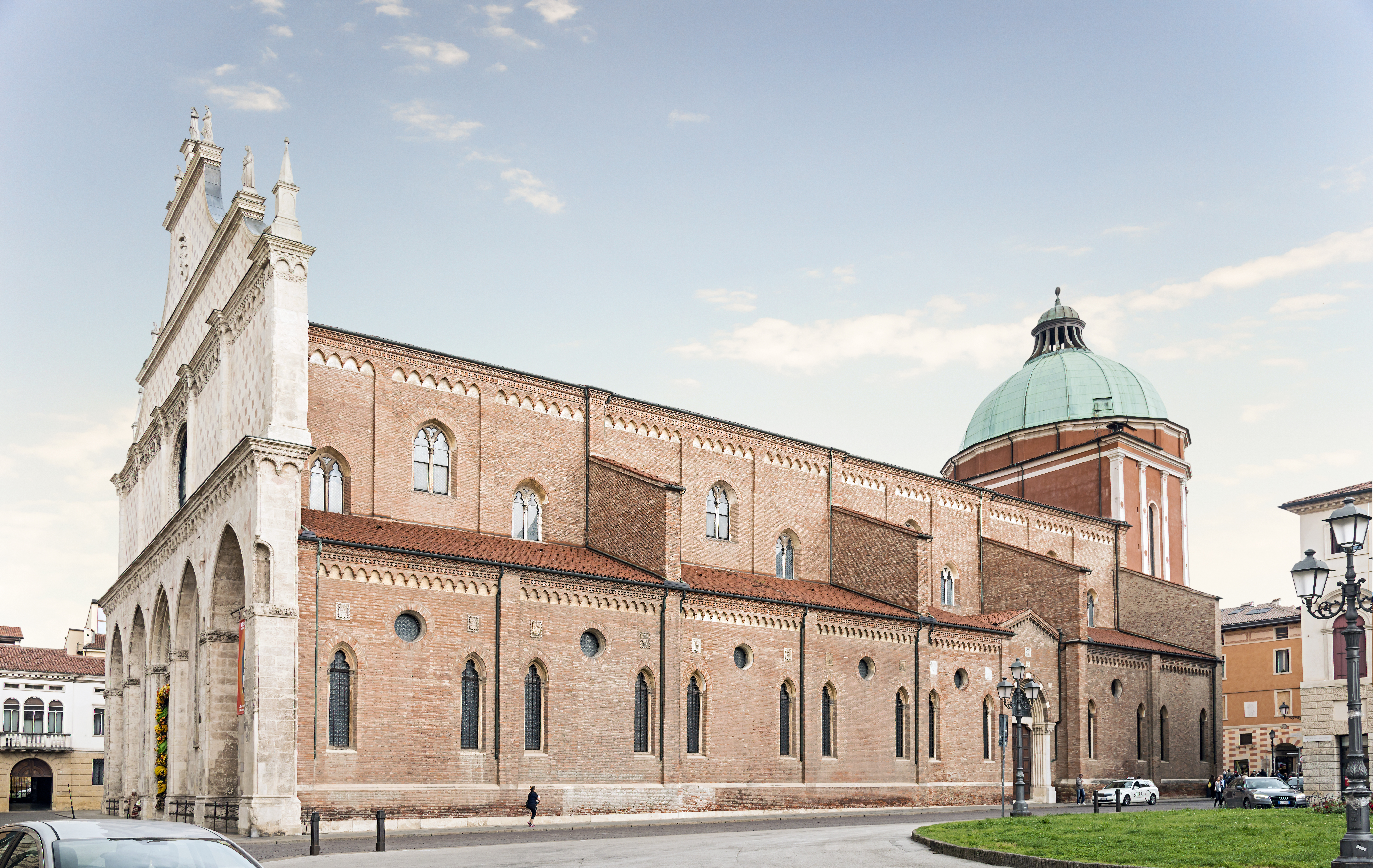
La Cathédrale de Vicence vue de la Piazza del Duomo.

Il est situé dans 3 provinces différentes. La plus grande partie est dans la province de Vicence, le reste de cette province est dans le diocèse de Padoue. Il gère également une partie de la province de Padoue avec le reste de cette province dans le diocèse de Padoue. Il possède une partie de la province de Vérone dont le reste est dans le diocèse de Vérone. 
Le diocèse a une superficie de 2 200 km2 avec 355 paroisses regroupées en 22 archidiaconés. L'évêché est à Vicence avec la cathédrale de l'Annonciation. Dans la même ville, se trouve le sanctuaire de Notre-Dame du Mont Berico.

## Sources
- http://www.catholic-hierarchy.org